# Tlön, Uqbar, Orbis Tertius

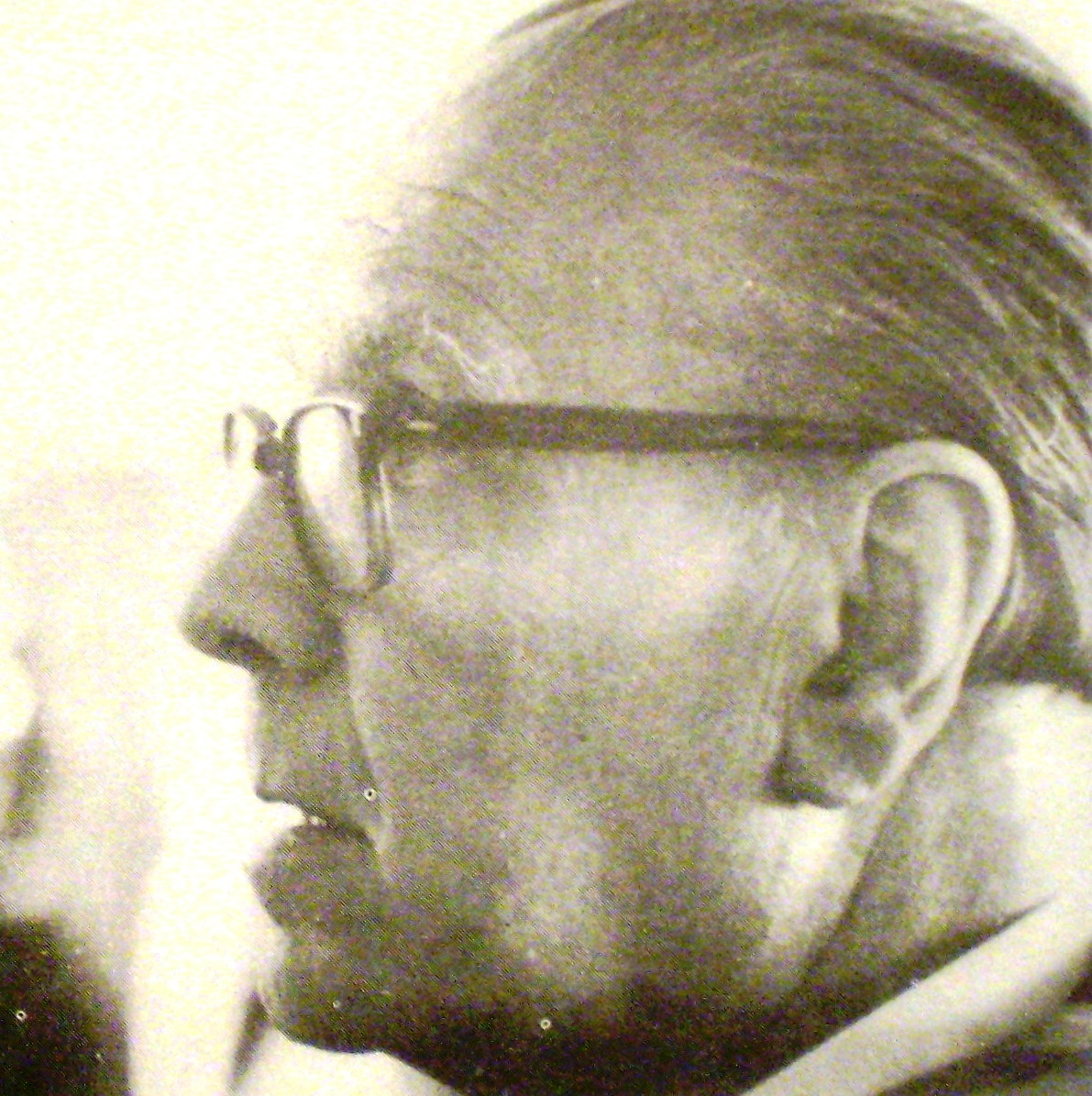
Jorge Luis Borges

"Tlön, Uqbar, Orbis Tertius" is een verhaal van de Argentijnse schrijver Jorge Luis Borges. Het verhaal werd voor het eerst gepubliceerd in het Argentijnse dagblad Sur in mei 1940. In 1944 werd het opgenomen in Borges’ verhalenbundel Fantastische verhalen (Ficciones). De Nederlandse vertaling uit 1988 is van Barber van de Pol.

## Samenvatting

#### Gestuit op Uqbar
Het verhaal wordt verteld door een ik-figuur, zijnde een gefictionaliseerde deelpersoon van Borges. In een gesprek met Adolfo Bioy Casares vertelt de laatste over een aartsketter uit het land Uqbar die verklaard zou hebben “dat spiegels en geslachtsgemeenschap verfoeilijk zijn omdat ze het tal der mensen vermenigvuldigen”. Als Borges Casares vraagt naar de herkomst van deze informatie komt Casares met een artikel uit de “Anglo-American Cyclopedia“, een oude nadruk van de Encyclopædia Britannica uit 1902.
Borges leest het artikel, situeert Uqbar ergens in de bergen van Klein-Azië, leest over het geloof in Uqbar en wordt bijzonder getroffen door een omschrijving van hun literatuur, die nooit over de werkelijkheid gaat, maar enkel over de fantasieplaneten Mlejnas en Tlön.
Omdat Borges zo snel geen andere informatie kan vinden over het bestaan Uqbar intensiveert hij zijn zoektocht. Hij stuit dan in de nalatenschap van Herbert Ashe, een spoorwegingenieur en vriend van zijn vader, op het elfde deel van de „Encyclopedie van Tlön“ (Hlaer-Jangr), met de insciptie “Orbis Tertius”. Het blijkt de complete geschiedenis te zijn van een onbekende planeet “met haar architecturen en speelkaarten, met de ontzetting van haar mythologieën en het gedruis van haar talen, met haar keizers en haar zeeën, met haar mineralen en haar vogels en haar vissen, met haar algebra en haar vuur, met haar theologische en metafysische onenigheid”.

#### Beschouwingen over Tlön
Op dit punt van het verhaal gaat de verhaallijn van de persoonlijke belevenissen van Borges over in een algemenere beschrijving van de talen en de filosofie van Tlön, meer in het bijzonder over de Berkeleyaanse, relativistische epistemologie, vanuit de kernvraag of iets kan bestaan als je het zelf niet hebt waargenomen. Ook volgen er uitgebreide beschouwingen over hun taal, die geen zelfstandige naamwoorden kent. Ze zeggen niet ‘maan’, ze zeggen ‘etherisch-helder op donkerrood’ of ‘teer oranje van de hemel’. Gewezen wordt verder op het bestaan van beroemde gedichten die bestaan uit één enkel reusachtig woord. Dit woord vormt dan het poëtisch object dat door de auteur is geschapen.
De klassieke cultuur van Tlön bevat verder ook maar één tak van wetenschap: de psychologie. De mensen van Tlön zien het universum als een reeks mentale processen, die zich niet ontwikkelen in de ruimte maar successievelijk in de tijd. De waarneming van een rookwolk aan de horizon en daarna van het veld dat in brand staat en daarna van de halfgedoofde sigaar die de brand heeft veroorzaakt wordt gezien als een voorbeeld van ideeënassociatie.
Verder worden een complexe theorie uiteengezet over het materialisme van Tlön, gedachten over gelijkheid en identiteit en werkelijkheidsvorming door de taal. Centraal staat het idee van de vermenigvuldiging. en het daarmee samenhangende begrip Hrönir: “Twee personen zoeken een potlood: de eerste vindt het en zegt niets; de tweede vindt een niet minder werkelijk potlood, maar meer aansluitend bij zijn verwachtingen. Die secundaire voorwerpen heten Hrönir en zijn weliswaar onbevallig van vorm maar een slag groter”. De dingen verdubbelen in Tlön. Ook hebben ze de neiging te vervagen en hun bijzonderheden kwijt te raken wanneer de mensen deze vergeten. Gewezen wordt op massale archeologische onderzoekingen die allerlei tegenstrijdige voorwerpen opleverden. “Soms hebben een paar vogels, een paard de bouwvallen van een amfitheater gered”, staat er zonder verdere uitleg.

#### Naschrift
Tlön, Uqbar, Orbis Tertius eindigt met een naschrift dat de Borges bij schrijven zeven jaar in de toekomst plaats: 1947. In dat naschrift sluit hij weer aan bij het begin van het verhaal en zijn zoektocht naar literatuur over Uqbar en Tlön. Andere delen van de „Encyclopedie van Tlön“ dan het elfde deel lijken niet te vinden en het lijkt maar de vraag of ze ook bestaan. Middels een brief die in een boek van Herbert Asche wordt gevonden komen Borges en Casares er vervolgens achter dat de hele theorie en wetenschap rond Tlön, Uqbar, Orbis Tertius een soort van samenzwering is: in het begin van de zeventiende eeuw verrees in Londen of Luzern een geheim genootschap dat besloot om een nieuw land te bedenken: Uqbar. Na jaren van beraad en 'premature synthese' begrepen ze dat één generatie niet genoeg was dit idee vorm te geven en besloten werd tot een systeem van heriditaire beschikking: ieder van de meesters die deel uitmaakte van het genootschap zou een leerling kiezen om het werk voort te zetten. Rond 1824 vindt men het idee om een land te scheppen echter niet meer toereikend en werd de uitvinding van een planeet voorgesteld: Tlön. Ze wilden 'een niet bestaande God laten zien dat ook stervelingen in staat zijn een wereld te bedenken'. Uiteindelijk zou het moeten leiden tot een herziening van een denkbeeldige wereld, met de voorlopige naam Orbis Tertius.
Borges is er inmiddels ook achter dat het project in 1940 als gedachteontwikkeling is gestopt en zich vanaf dat moment toelegt op de vervanging van de bestaande wereld door die van Orbis Tertius. Hij refereert aan een anekdotische, metafysisch voorval dat hij in een Braziliaans hotel meemaakte: een jongeman in de kamer naast hem overleed na hevig geschreeuw en bleek vervolgens kleine, loodzware, 'niet te tillen' kegeltjes in zijn broekzak te hebben, welke volgens de Borges verwezen naar de godsdienst van Tlön. Borges sluit af met de conclusie dat het contact en de ervaring met Tlön onze wereld heeft ontwricht. 'Tlön mag een labyrint zijn, maar het is een labyrint dat is bedacht door mensen, een labyrint dat is bestemd om door mensen te worden ontraadseld'.
Van de „Ecyclopedie van Tlön“ bleken in 1944 veertig delen ontdekt (waarbij het elfde deel overigens afwijkt van het exemplaar dat Borges bezit) en volgens de berekeningen zou iemand over honderd jaar de honderd delen van de nieuwe honderddelige „Ecyclopedie van Tlön“ moeten ontdekken. 'Dan zullen het Engels, het Frans, ja zelfs het Spaans van de planeet verdwijnen. De wereld zal Tlön zijn. Een fictief verleden, waarvan wij niets met zekerheid weten, niet eens of het vals is, zal het ouden verleden vervangen'.

## Thema’s, betekenis, invloeden
Borges verkent in "Tlön, Uqbar, Orbis Tertius" de mogelijkheid om een wereld te verzinnen (Tlön), geïnspireerd door het 18e-eeuwse filosofische idealisme van George Berkeley. Centrale vraag is of we wel kunnen beweren dat dingen objectief bestaan als we ze niet zelf hebben waargenomen. Berkeley loste dit probleem op door te stellen dat de overal aanwezige waarneming van God ervoor zorgt dat objecten ook buiten de menselijke perceptie kunnen bestaan. In de verbeeldde wereld van Tlön echter speelt God geen rol. Daar geldt enkel de eigen waarneming als bron van kennis en wordt het bestaan van een onderliggende realiteit ontkend. Volgens Borges baant een Tlöniet zichzelf een weg uit het probleem van het solipsisme op grond van de opvatting dat ieder individu in feite een aspect is van hetzelfde universele wezen. Enkel de voorstelling van dat wezen bepaalt de consistentie van dat universum. Hiermee reconstrueert Borges in zekere zin weer de God van Berkeley: wellicht niet omnipresent, maar toch alle waarnemingen die plaatsvinden in zich verenigend. Zo maakt hij de cirkel tot zijn uitgangspunt weer rond.
De invloed van taal op ons wereldbeeld speelt een bepalende rol in de door Borges gecreëerde werkelijkheid. Daarbij speelt hij een spel met de Sapir-Whorfhypothese: de epistemologische vraag naar de invloed van taal op wat- en hoe we denken. Borges gebruikt verscheidene metaforen om uit te drukken hoe op taal gebaseerde ideeën de realiteit beïnvloeden en kunnen veranderen. Zo beschrijft hij hoe fysieke objecten door middel van de verbeelding tot leven kunnen worden gewekt, of bijvoorbeeld zogenaamde hrönir, die opduiken wanneer twee mensen hetzelfde verloren voorwerp op verschillende plaatsen terugvinden.
"Tlön, Uqbar, Orbis Tertius" geldt als een mijlpaal in de geschiedenis van de fantastische literatuur. Het spelen met meerdere realiteitsniveaus, het opvoeren van (historische) personages en plaatsen die soms wel en soms weer niet (hebben) bestaan, en de epistemologische benadering worden door Borges op een geheel nieuwe wijze uitgewerkt, met name in de filosofische diepgang, maar ook in de combinatie met de lucide detective-achtige verhaaluitwerking. Vladimir Nabokov nam het idee van de door elkaar lopende realiteiten uit "Tlön, Uqbar, Orbis Tertius" ten voorbeeld voor zijn romans Bleek vuur en Ada. De plot van De slinger van Foucault van de Italiaanse schrijver Umberto Eco is gebaseerd op Tlön, Uqbar, Orbis Tertius.